# Березівка (Подільський район)
Березі́вка — село у складі Балтської міської громади у Подільському районі, Одеська область. Раніше було підпорядковане Обжильській сільській раді. На півдні межує з селами Зелений Гай, на сході з селом Обжиле, на заході з селом Стримба.

## Історія
За адміністративним поділом 16 сторіччя — Брацлавський повіт, 19 сторіччя — Балтський повіт, 20 сторіччя — Балтський район.
7 (20) листопада 1917 року, відповідно до Третього Універсалу Української Центральної Ради, увійшло до складу Української Народної Республіки.
Під час організованого радянською владою Голодомору 1932—1933 років помер щонайменше 1 житель села.
12 червня 2020 року, відповідно до Розпорядження Кабінету Міністрів України від № 724-р «Про визначення адміністративних центрів та затвердження територій територіальних громад Одеської області», увійшло до складу Балтської міської територіальної громади.
19 липня 2020 року, в результаті адміністративно-територіальної реформи і ліквідації Балтського району, село увійшло до складу новоутвореного Подільського району.

## Населення
Згідно з переписом 1989 року населення села становило 473 особи, з яких 199 чоловіків та 274 жінки.
За переписом населення 2001 року в селі мешкала 261 особа.

### Мова
Розподіл населення за рідною мовою за даними перепису 2001 року:
| Мова       | Відсоток |
| ---------- | -------- |
| українська | 86,97 %  |
| румунська  | 8,43 %   |
| російська  | 4,21 %   |
| білоруська | 0,38 %   |

## Визначні пам'ятки
У селі розташована Церква святого Іоана Богослова. Відома з 1788 — дерев'яна мала, подібна до хати, перетворена з греко-католицької на православну в 1794. Церква святого Іоанна Богослова відома з презенти Станіслава Любомирського 1756. За переказом, спалена турками. Нова церква збудована в 1781, розширена в 1800, існувала до 1896. Нова церква збудована в 1883. Довжина її з дзвіницею 20,5 м, ширина 7,27 м. Шанована ікона скорботної богородиці без немовляти, зверху зображення Спасителя, по боках — святого Миколи, Тихона, Флора і Лавра.
За переказами у 2000 році була спалена, тому що заважала відкриттю меморіалу слави (створювала поганий краєвид!!!)

## Відомі люди
- Боделан Руслан Борисович — народився 4 квітня 1942, українській політик, колишній голова Одеської обласної адміністрації, колишній голова Одеського міської виконавчого комітета.
- Галайчук Леонід Леонідович (1991—2017) — сержант морської піхоти ВМС ЗС України, учасник російсько-української війни.
- Дердо Віктор Григорович (1954) — радянський та український футбольний суддя, український футбольний функціонер. Голова Комітету арбітрів Федерації футболу України протягом 2003—2008 років. Член Виконкому ФФУ.
- Танасейчук Олександр Васильович (1923—1996) — Герой Радянського Союзу.
- Конопко Дмитро Юхимович (1922—2015) — Заслужений агроном УРСР, кавалер орденів Трудового Червоного Прапора та Леніна.